# Oliver Skipp
Oliver William Skipp (sinh ngày 16 tháng 9 năm 2000) là một cầu thủ bóng đá chuyên nghiệp người Anh hiện đang thi đấu ở vị trí tiền vệ phòng ngự cho câu lạc bộ Premier League Leicester City.

## Tuổi thơ
Skipp sinh ra ở Welwyn Garden City và lớn lên ở Hertford. Từ 2003 đến 2012, anh học trường tiểu học Duncombe và Trường Richard Hale ở Hertford.

## Sự nghiệp câu lạc bộ
Skipp gia nhập Bengeo Tigers FC khi còn nhỏ trước khi gia nhập Tottenham Hotspur vào năm 2013.
Vào ngày 29 tháng 8 năm 2018, Skipp đã ký hợp đồng ba năm với Tottenham Hotspur.  Anh có trận đấu ra mắt đội một Tottenham trong chiến thắng 3-1 ở cup Liên Đoàn Anh trước West Ham United vào ngày 31 tháng 10 năm 2018.  Anh có trận ra mắt Giải Ngoại Hạng Anh trong trận đấu với Southampton, ra sân từ băng ghế dự bị trong trận đấu mà Spurs giành chiến thắng 3-1.
Skipp có tên trong đội hình ra sân chính thức đầu tiên cho Spurs trong chiến thắng 1-0 trên sân nhà vào ngày 15 tháng 12 năm 2018 trước Burnley.
Trong trận thắng 7-0 của Tottenham trước Tranmere Rovers tại FA Cup, anh đóng góp trực tiếp hai pha kiến tạo.
Ngày 17 tháng 7 năm 2020, Skipp ký hợp đồng ba năm mới với tùy chọn gia hạn thêm 1 năm với Tottenham. Trong mùa giải 2020–21, anh gia nhập Norwich City dưới dạng cho mượn.  Skipp ghi bàn thắng đầu tiên trong sự nghiệp của mình trong chiến thắng 3-1 của Norwich trước Birmingham City vào ngày 23 tháng 2 năm 2021.  Skipp góp công lớn giúp Norwich giành chức vô địch Giải Hạng Nhất Anh và được bình chọn vào Đội hình xuất sắc nhất năm 2021 của PFA.

## Sự nghiệp quốc tế
Skipp đã đại diện cho Anh ở cấp độ U16, U17 tuổi và U18.
Vào ngày 30 tháng 8 năm 2019, Skipp lần đầu tiên được đưa vào đội hình U21 Anh. Cuối cùng, anh ra mắt U21 vào ngày 11 tháng 10 năm 2019 từ băng ghế dự bị trong trận hòa 2-2 trước Slovenia ở Maribor.

## Thống kê sự nghiệp
Tính đến 19 tháng 5 năm 2024
| Câu lạc bộ             | Mùa giải            | Giải đấu            | Giải đấu | Giải đấu | FA Cup | FA Cup | EFL Cup | EFL Cup | Châu Âu | Châu Âu | Khác | Khác | Tổng cộng | Tổng cộng |
| Câu lạc bộ             | Mùa giải            | Hạng đấu            | Trận     | Bàn      | Trận   | Bàn    | Trận    | Bàn     | Trận    | Bàn     | Trận | Bàn  | Trận      | Bàn       |
| ---------------------- | ------------------- | ------------------- | -------- | -------- | ------ | ------ | ------- | ------- | ------- | ------- | ---- | ---- | --------- | --------- |
| U-23 Tottenham Hotspur | 2017–18             | —                   | —        | —        | —      | —      | —       | —       | —       | —       | 2    | 0    | 2         | 0         |
| U-23 Tottenham Hotspur | 2018–19             | —                   | —        | —        | —      | —      | —       | —       | —       | —       | 1    | 0    | 1         | 0         |
| U-23 Tottenham Hotspur | Tổng cộng           | Tổng cộng           | —        | —        | —      | —      | —       | —       | —       | —       | 3    | 0    | 3         | 0         |
| Tottenham Hotspur      | 2018–19             | Premier League      | 8        | 0        | 2      | 0      | 2       | 0       | 0       | 0       | —    | —    | 12        | 0         |
| Tottenham Hotspur      | 2019–20             | Premier League      | 7        | 0        | 1      | 0      | 1       | 0       | 2       | 0       | —    | —    | 11        | 0         |
| Tottenham Hotspur      | 2021–22             | Premier League      | 18       | 0        | 1      | 0      | 5       | 0       | 4       | 0       | —    | —    | 28        | 0         |
| Tottenham Hotspur      | 2022–23             | Premier League      | 23       | 1        | 3      | 0      | 1       | 0       | 4       | 0       | —    | —    | 31        | 1         |
| Tottenham Hotspur      | 2023–24             | Premier League      | 21       | 0        | 2      | 0      | 1       | 0       | —       | —       | —    | —    | 24        | 0         |
| Tottenham Hotspur      | Tổng cộng           | Tổng cộng           | 77       | 1        | 9      | 0      | 10      | 0       | 10      | 0       | —    | —    | 106       | 1         |
| Norwich City (mượn)    | 2020–21             | Championship        | 45       | 1        | 2      | 0      | 0       | 0       | —       | —       | —    | —    | 47        | 1         |
| Leicester City         | 2024–25             | Premier League      | 0        | 0        | 0      | 0      | 0       | 0       | —       | —       | —    | —    | 0         | 0         |
| Tổng cộng sự nghiệp    | Tổng cộng sự nghiệp | Tổng cộng sự nghiệp | 122      | 2        | 11     | 0      | 10      | 0       | 10      | 0       | 3    | 0    | 156       | 2         |

1. 1 2  Số lần ra sân tại EFL Trophy
2. 1 2  Số lần ra sân tại UEFA Champions League
3. ↑  Số lần ra sân tại UEFA Europa Conference League

## Danh hiệu
Norwich City
- EFL Championship: 2020–21

Cá nhân
- Đội hình xuất sắc nhất nhất năm PFA: 2020/21 Championship